# Agri (rzeka)
Agri – rzeka we Włoszech przepływająca przez region  Basilicata. Osiąga 136 km długości. Wzdłuż rzeki prowadzone są odwierty, w celu wydobywania ropy naftowej.